# 大相撲平成26年11月場所
大相撲平成26年11月場所（おおずもうへいせい26ねん11がつばしょ）は、2014年11月9日から11月23日までまでの15日間、福岡国際センターで開催された大相撲本場所である。
幕内最高優勝は、横綱・白鵬翔（14勝1敗・4場所連続32回目）。

## 場所前の話題など
前場所で31度目の幕内最高優勝を果たした横綱白鵬は、この場所で優勝すれば大鵬の持つ最多記録に並ぶ32回目の幕内最高優勝となるため、白鵬が大鵬の記録に肩を並べられるのか注目された。
新三役の逸ノ城は、幕下15枚目格付出での初土俵から6場所目で関脇に昇進した。所要5場所での三役昇進は史上最速で、新入幕翌場所での関脇昇進は史上初の記録だった。逸ノ城は場所前に行われた秋巡業中、「どこに行っても周りは黒山の人だかりで、食事もろくにできない状況」だったという。

## 番付・星取表
幕内
| 東方          | 東方    | 東方     | 番付   | 西方     | 西方      | 西方   |
| 備考          | 成績    | 力士名   | 番付   | 力士名   | 成績      | 備考   |
| ------------- | ------- | -------- | ------ | -------- | --------- | ------ |
| 幕内最高優勝  | 14勝1敗 | 白鵬     | 横綱   | 鶴竜     | 12勝3敗   |        |
|               | 11勝4敗 | 日馬富士 | 横綱   |          |           |        |
|               | 6勝9敗  | 琴奨菊   | 大関   | 稀勢の里 | 11勝4敗   |        |
|               |         |          | 大関   | 豪栄道   | 5勝10敗   |        |
| 新関脇        | 8勝7敗  | 碧山     | 関脇   | 逸ノ城   | 8勝7敗    | 新関脇 |
|               | 2勝13敗 | 豪風     | 小結   | 勢       | 6勝9敗    | 新小結 |
|               | 8勝7敗  | 栃煌山   | 前頭1  | 安美錦   | 6勝9敗    |        |
|               | 8勝7敗  | 宝富士   | 前頭2  | 豊響     | 5勝10敗   |        |
| 殊勲賞        | 10勝5敗 | 髙安     | 前頭3  | 照ノ富士 | 8勝7敗    |        |
|               | 7勝8敗  | 魁聖     | 前頭4  | 嘉風     | 4勝8敗3休 |        |
|               | 6勝9敗  | 千代鳳   | 前頭5  | 大砂嵐   | 4勝6敗5休 |        |
|               | 8勝7敗  | 豊ノ島   | 前頭6  | 常幸龍   | 8勝7敗    |        |
|               | 8勝7敗  | 隠岐の海 | 前頭7  | 佐田の海 | 7勝8敗    |        |
| 再入幕 敢闘賞 | 11勝4敗 | 栃ノ心   | 前頭8  | 遠藤     | 10勝5敗   |        |
|               | 9勝6敗  | 千代大龍 | 前頭9  | 德勝龍   | 4勝11敗   | 再入幕 |
|               | 7勝8敗  | 松鳳山   | 前頭10 | 玉鷲     | 8勝7敗    |        |
|               | 9勝6敗  | 妙義龍   | 前頭11 | 旭天鵬   | 10勝5敗   | 敢闘賞 |
|               | 3勝12敗 | 北太樹   | 前頭12 | 誉富士   | 8勝7敗    | 再入幕 |
|               | 3勝12敗 | 貴ノ岩   | 前頭13 | 荒鷲     | 8勝7敗    |        |
| 新入幕        | 5勝10敗 | 阿夢露   | 前頭14 | 蒼国来   | 9勝6敗    |        |
|               | 3勝12敗 | 栃乃若   | 前頭15 | 旭秀鵬   | 9勝6敗    |        |
| 再入幕        | 8勝7敗  | 琴勇輝   | 前頭16 | 千代丸   | 8勝7敗    |        |

十両
| 東方   | 東方      | 東方       | 番付   | 西方   | 西方       | 西方   |
| 備考   | 成績      | 力士名     | 番付   | 力士名 | 成績       | 備考   |
| ------ | --------- | ---------- | ------ | ------ | ---------- | ------ |
|        | 12勝3敗   | 時天空     | 十両1  | 鏡桜   | 9勝6敗     |        |
|        | 10勝5敗   | 佐田の富士 | 十両2  | 千代皇 | 3勝5敗7休  |        |
|        | 5勝10敗   | 里山       | 十両3  | 青狼   | 4勝11敗    |        |
|        | 7勝8敗    | 翔天狼     | 十両4  | 双大竜 | 4勝11敗    |        |
|        | 9勝6敗    | 土佐豊     | 十両5  | 臥牙丸 | 8勝7敗     |        |
|        | 8勝7敗    | 旭日松     | 十両6  | 若の里 | 9勝6敗     |        |
|        | 7勝8敗    | 富士東     | 十両7  | 朝赤龍 | 9勝6敗     |        |
|        | 9勝6敗    | 大道       | 十両8  | 玉飛鳥 | 8勝7敗     |        |
|        | 9勝6敗    | 北磻磨     | 十両9  | 豊真将 | 0勝1敗14休 |        |
|        | 6勝9敗    | 東龍       | 十両10 | 德真鵬 | 6勝9敗     |        |
| 新十両 | 7勝5敗3休 | 英乃海     | 十両11 | 大栄翔 | 6勝9敗     |        |
| 新十両 | 5勝10敗   | 琴恵光     | 十両12 | 魁     | 6勝9敗     |        |
| 再十両 | 10勝5敗   | 天鎧鵬     | 十両13 | 栃飛龍 | 7勝8敗     | 再十両 |
| 新十両 | 5勝8敗2休 | 出羽疾風   | 十両14 | 輝     | 10勝5敗    | 新十両 |

※ 赤文字は優勝力士の成績。

## 優勝争い
中日終了時点で全勝は鶴竜のみ。1敗で白鵬、稀勢の里、旭天鵬の3人が追いかける展開となった後半戦に突入した。
9日目は全勝・1敗の4人は揃って白星。
10日目、全勝鶴竜と1敗白鵬は勝利したが、旭天鵬と稀勢の里は敗れて2敗に後退した。鶴竜を追う1敗勢は白鵬だけになった。
11日目、全勝の鶴竜は2敗の稀勢の里に敗れて1敗に後退。白鵬は1敗を守った。これにより、両横綱が1敗で並走して2敗で稀勢の里と栃ノ心が追いかける展開に変わった。
12日目、1敗の白鵬と2敗の稀勢の里が対戦して白鵬が勝利。1敗鶴竜と2敗栃ノ心も勝利した。
13日目、2敗栃ノ心は逸ノ城に敗れて3敗に後退。1敗鶴竜も日馬富士に敗れて2敗に後退し、1敗を守った白鵬が単独で優勝争いの先頭に立った。
14日目、1敗白鵬と2敗鶴竜は揃って勝利し、千秋楽は両横綱の直接対決が組まれた。白鵬は勝てば優勝決定、鶴竜は勝てば優勝決定戦に持ち込める逆転のチャンスであったが、白鵬が勝利して4場所連続32度目の幕内最高優勝を果たした。

## トピック
三賞は、白鵬・日馬富士の2横綱から金星を獲得した髙安が殊勲賞を獲得。再入幕で2桁白星を挙げた栃ノ心は無条件で敢闘賞の受賞が決定。昭和以降幕内では最年長となる40歳2か月で勝ち越しを果たした旭天鵬は、千秋楽の取組に勝った場合との条件付きで敢闘賞受賞と発表され、旭天鵬は千秋楽の取組に勝ったため敢闘賞を受賞した。40歳での三賞受賞は史上最年長記録である。技能賞は該当者がいなかった。
3日目、横綱日馬富士は髙安戦で勇み足をしたため敗北し、金星を配給した。横綱が勇み足で負けるのは1996年5月場所8日目の曙（対戦相手は関脇貴闘力）以来だが、平幕力士相手に勇み足をし金星を配給した事例は、1972年3月場所7日目の北の富士（対戦相手は貴ノ花）以来、42年ぶり4例目だった。
6日目、横綱白鵬は髙安に敗れて金星を配給した。白鵬は対平幕戦連勝記録が史上1位の82まで伸びていたが、この敗北によりストップ。中日勝ち越しの連続記録も史上1位となっていたが10場所で止まった。
中日、白鵬の8年連続8回目の年間最多勝が決定。白鵬は最終的に81勝まで星を伸ばした。
40歳2か月の旭天鵬は、1935年5月場所の能代潟の記録を抜く、昭和以降最年長での幕内の勝ち越しを9日目に決めた。
琴奨菊、豪栄道の両大関は15日間皆勤して負け越した。複数の大関が皆勤負け越しとなるのは2000年7月場所の雅山・武双山以来14年ぶり。2人とも次の場所は角番になる。